# Еустасіо Чаморро
Еустасіо Чаморро (ісп. Eustacio Chamorro) — парагвайський футболіст, що грав на позиції захисника, зокрема, за клуб «Президент Хейс», а також національну збірну Парагваю.

## Клубна кар'єра
Видомий своїми виступами за команду «Президент Хейс». 

## Виступи за збірну
Був присутній в заявці збірної на чемпіонаті світу 1930 року в Уругваї, але на поле не виходив.